# Autoroute A 719
Die Autoroute A 719 ist eine französische Autobahn mit Beginn in Ébreuil und Ende in Vichy.

## Weiterbau/Maut
Der Streckenabschnitt von Gannat nach Vichy mit einer Länge von 14,0 km wurde am 15. Januar 2015 fertiggestellt. Die Autobahn hat nun eine Länge von 23 km.
Die Strecke wird ohne ein Ticket befahren. Es wird nur einmal 1,10 € gezahlt.

## Geschichte
- 2. Juni 1997: Eröffnung Ébreuil – Gannat-est (A 71 – RD 2209)
- 12. Januar 2015: Eröffnung Gannat-est – Vichy[1]